# آنیباله فروسی
آنیباله فروسی (به ایتالیایی: Annibale Frossi) بازیکن فوتبال و اهل ایتالیا است 

## تیم ملی
از سال ۱۹۳۶ میلادی عضو تیم ملی فوتبال ایتالیا بوده و در ۵ بازی ملی حضور داشته‌است. او در بازی‌های ملی‌اش ۸ گل به ثمر رساند.
آنیباله فروسی آخرین بازی ملی خود را در سال ۱۹۳۷ میلادی انجام داد.